# He-Man
He-Man é o personagem principal da linha de brinquedos Masters of the Universe da Mattel, presente em uma série de histórias em quadrinhos e várias séries animadas, caracterizadas pela sua força sobre-humana. Na maioria das variações, ele é o alter ego do Príncipe Adam. He-Man e seus amigos tentam defender o reino de Eternia e os segredos de Castelo de Grayskull das forças do mal de Esqueleto.

## Origem
Em 1976, o CEO da Mattel, Ray Wagner, recusou um acordo para produzir uma linha de action figures com base nos personagens do filme Star Wars de George Lucas. Após o sucesso comercial da trilogia de George Lucas e sua mercadoria relacionada durante os próximos anos, a Mattel lançou vários brinquedos de sucesso que capturaram a imaginação do público ou influenciaram significativamente o mercado de brinquedos.
O designer de brinquedos, Mark Taylor, explicou que o design original de He-Man foi feito em uma série de esboços enquanto trabalhava para a Mattel foi inspirado por homens Cro-Magnon e vikings. Além disso, seu design original de Beast Man foi rejeitado pela Mattel por se parecer muito com Chewbacca.
Na corrida para projetar a próxima figura de ação, Roger Sweet (um designer principal trabalhando no Departamento de Design Preliminar da Mattel durante grande parte da década de 1970 e 1980) percebeu que a simplicidade era a chave para o sucesso. De acordo com seu livro Mastering the Universe: He-Man and the Rise and Fall of a Billion-Dollar Idea de 2005, Sweet sabia que, se ele desse algo de marketing, poderia ganhar 90% da batalha.

A única maneira de ter uma chance de vender isso [para Wagner] era fazer três grandes modelos 3D. Eu coloquei uma figura de Big Jim [de outra linha de brinquedo Mattel] em uma pose de ação de batalha e adicionei muita argila ao seu corpo. Em seguida, eu usei moldes de gesso. Esses três protótipos, que eu apresentei no final de 1980, levaram He-Man à existência. Eu simplesmente expliquei que esta era uma figura poderosa que poderia ser levada em qualquer lugar e em qualquer contexto porque ele tinha um nome genérico: He-Man!" 
Durante a década de 1980, alguns rumores alegaram que He-Man era uma reformulação do bárbaro Conan. Segundo este rumor, a Mattel teve um acordo de licenciamento para fazer com que os action figures de Conan se associem ao filme de mesmo nome lançado em 1982, estrelado por Arnold Schwarzenegger. Aparentemente, essa ideia teve que ser modificada para evitar objeções dos pais preocupados de que um brinquedo para crianças promovesse um filme contendo nudez e violência. Sweet refutou o rumor, dizendo que ele conceituou e desenvolveu a franquia Masters of the Universe no final de 1980 (dois anos antes do lançamento do filme da Universal Pictures), ainda que a arte de Frank Frazetta, conhecido artista de Conan, tenha servido de influência. A linha de brinquedos existiu antes do filme, começando a ser produzida em 1981 e comercializada em 1982. Naquela época, a Mattel não tinha uma licença para fazer brinquedos para o filme, o que resultou em Conan Properties International processando a Mattel por violação de direitos autorais, devido as semelhanças de He-Man com Conan. A Mattel ganhou o processo contra a Conan Properties, provando que as duas propriedades não tinham conexão.
Originalmente, He-Man foi apresentado aos executivos da Mattel não como desenhos e modelos de cera, mas sob a forma do Trio He-Man: três modelos protótipos tridimensionais que descrevem He-Man como um bárbaro, um soldado e um homem do espaço. Dos três concepts, a versão bárbara foi escolhida para ser a base do action figure. Considerando que o personagem Conan foi criado quase 50 anos antes do desenvolvimento da franquia He-Man, é possível que Masters of the Universe tomassem muitos aspectos da Conan; no entanto, não se destinava a ser um linha de brinquedos para o filme depois que os acordos legais foram dissolvidos. Além disso, Roger Sweet também afirmou que ele estava "realmente impressionado" pelas pinturas do artista de fantasia Frank Frazetta ao criar He-Man. Expandindo ainda mais o tema bárbaro, Mattel contratou escritores de quadrinhos e artistas como Donald F. Glut e até Earl Norem e Alfredo Alcala (que ainda estavam trabalhando na revista Savage Sword of Conan desde meados da década de 1970) para criar personagens adicionais (juntamente com suas histórias de fundo), cartazes, caixas e mini-quadrinhos para distribuição com as figuras de ação.
Dos três modelos originais dos três protótipos do He-Man, o He-Man, de tema bárbaro, era de cabelos negros com uma aparência profundamente bronzeada do Leste Europeu ou do Oriente Médio. Seu capacete não tinha chifres. Mais tarde, na direção de Tom Kalinske, na diretoria da Mattel, He-Man ficou mais limpo e mudou para um loiro ... Além disso, a pele de He-Man foi iluminada, embora definitivamente ainda estivesse bronzeada.

## Aparições

### Histórias em quadrinhos
Nos  minicomics lançados com a primeira série de brinquedos, He-Man era um bárbaro de uma tribo de Eternia. Os habitantes do planeta estavam lidando com as consequências das Grandes Guerras, que devastaram as civilizações. As guerras deixaram máquinas e armamentos avançados, conhecidos apenas por pessoas seletas. A Feiticeira do Castelo de Grayskull deu a He-Man algumas dessas armas, e ele partiu para defender os segredos de Castelo de Grayskull do maligno Esqueleto.

He-Man possuía a metade da Espada do Poder;  Esqueleto tem a segunda metade e usou isso como arma principal. Quando juntas, as duas metades da Espada do Poder fornecerão a chave para o Castelo de Grayskull. Em uma história ilustrada inicialmente, He-Man e Esqueleto uniram suas duas metades da Espada do Poder para formar a verdadeira Espada do Poder, derrotando um inimigo comum.

### Televisão

#### He-Man and the Masters of the Universe (1983)
No momento em que a série animada foi desenvolvida, as origens de He-Man foram revistas: sua verdadeira identidade era o Príncipe Adam de Eternia, filho do Rei Randor e da Rainha Marlena (uma terráquea), que governava o Reino de Eternia no planeta do mesmo nome. A Feiticeira do Castelo de Grayskull dotou o Príncipe Adam com o poder de se transformar em He-Man, o que Adam fez, levantando sua Espada do Poder e proclamando: "Pelos poderes de Grayskull ..." Uma vez que a transformação foi completa, ele continuou "... . Eu tenho a força! ".
Com a criação de She-Ra, Adam ganha uma irmã gêmea, a princesa Adora, que vive no planeta Etheria. Ao que parece os dois foram separados ainda bebês, mas ambos foram escolhidos como guerreiros mágicos portadores de espadas mágicas que lhes confere agilidade e super-força.
Esqueleto mantém-se como o grande vilão das histórias animadas, com planos de derrubar Grayskull, eliminar He-Man e os seus aliados e aumentar o seu poder mágico.
Fazem aparições regulares nesta série animada personagens aliadas de He-Man, como o Gato Guerreiro, Teela, Mentor, Gorpo, Aríete e Stratos. A apoiar Esqueleto, era frequente contar-se com a presença de Maligna, Homem-Fera, Mandíbula, Aquático e Triclope.

#### The New Adventures of He-Man (1990)
Após o fim da linha de brinquedos Masters of the Universe, Mattel tentou reviver o interesse em He-Man, produzindo uma nova linha de brinquedos, intitulada He-Man. O enredo que acompanha os minicomics embalados com as figuras explicou que He-Man tinha deixado Eternia e perseguido Esqueleto nas profundezas do espaço, onde Esqueleto tinha marcado a conquista do mundo distante de Primus (um planeta com grandes recursos tecnológicos). He-Man mostrou ter abandonado completamente a identidade do príncipe Adam, baseando-se em Primus, onde liderou uma equipe de defensores conhecida como Galactic Guardians. A aparência de He-Man foi retomada para a nova linha de brinquedos, com um capacete espacial e uma armadura dourada adicionada à sua roupa para dar-lhe uma aparência mais futurista; Sua espada também foi redesenhada.
Uma série de desenhos animados foi produzida pela Jetlag Productions para acompanhar a linha de brinquedos, intitulada The New Adventures of He-Man. Embora geralmente seguisse a linha da história dos minicomis (com certos desvios, como o Esqueleto já tendo o peitoral cibernético e nunca ter descoberto que Príncipe Adam e He-Man eram a mesma pessoa), essa série manteve a dupla identidade de Prince Adam e He-Man. No planeta Primus, o Príncipe Adam representava um comerciante viajando e o sobrinho do senhor Sebrian para disfarçar sua identidade secreta. Seu juramento de transformação foi alterado ligeiramente, para se tornar "Pelo poder de Eternia ...". 

#### He-Man and the Masters of the Universe (2002)
Para se conectar com uma nova linha de action figures com base na linha de brinquedos original, uma nova série de desenhos animados He-Man foi produzida de 2002 a 2003 pela Mike Young Productions novamente intitulada He-Man e os Masters of the Universe.

### Cinema
Em 1987, a Cannon Films produziu um filme de live action dirigido por Gary Goddard, Masters of the Universe, que contou com Dolph Lundgren no papel de He-Man; que foi uma fracasso comercial. Neste filme, o Príncipe Adam não foi visto; apenas He-Man foi mostrado. Este He-Man foi muito mais agressivo que o homólogo da série de TV de 1980, atacando com lasers, sua espada e punhos nus várias vezes ao longo do filme. O filme terminou com um confronto espetacular e violento com Esqueleto, em que Esqueleto foi jogado profundamente abaixo do Castelo de Grayskull em um poço cheio de líquido fumegante. O filme terminou com uma cena pós-crédito em que Esqueleto surgiu do líquido e proclamou: "Eu voltarei!".

### Música
O sucesso do desenho no Brasil fez com que em 1986, os compositores Michael Sullivan e Paulo Massadas criassem uma música em homenagem a personagem. A canção "He-Man" é cantada pelo grupo Trem da Alegria e faz parte do álbum lançado em 1986. A faixa obteve sucesso, sendo executada 400 vezes no primeiro dia de lançamento nas rádios.